# Los cuentos del timonel
Los cuentos del timonel es una película documental de Argentina filmada en colores y dirigida por Eduardo Montes-Bradley, que se estrenó el 8 de noviembre de 2001. 
El título hace referencia al puesto de marinero timonel que el escritor y periodista Osvaldo Bayer desempeñó a los diecisiete años en el río Rin, trabajo que él mismo recuerda con nostalgia en el filme. La obra se presentó también con los títulos alternativos de Los cuentos del timonel. Osvaldo Bayer y Bayer: Memorias del timonel.

## Sinopsis
El documental recoge testimonios y reflexiones de Osvaldo Bayer sobre su vida, su obra y su experiencia como timonel en Europa, intercalando imágenes de archivo, entrevistas y escenas contemporáneas que ilustran su trayectoria.

## Producción
Fue producido por Contrakultura Films, con la participación de Sara Kaplan como productora asociada, Soledad Liendo y el propio Eduardo Montes-Bradley. La fotografía estuvo a cargo de Raúl Domínguez y María Laura Luczkow.

## Sinopsis
Sobre la vida del historiador y político simpatizante del anarquismo Osvaldo Bayer.

## Críticas
Gustavo Noriega en El Amante del Cine opinó:

«La película introduce una novedad en lo que se espera de la semblanza de un intelectual de izquierda: es la belleza. La música, los lugares nevados por donde camina, la formalmente perfecta manera de relatar del escritor ponen énfasis en otro lugar que el esperado.»

Walter Tiepelmann en el sitio web leedor.com opinó:

«es uno de esos documentales en los que el personaje se funde con el film, hasta el punto en que resulta casi imposible separar a uno del otro. Esta es quizás la mayor virtud del realizador, esa invisibilidad que borra por momentos toda huella de enunciación, en un acto de humildad que transfiere lo autoral al protagonismo absoluto y merecido de Bayer….No hay otras voces que la de un Bayer ya anciano (pero vital)… un testimonio disparador, a través de esos retazos de vida, para la reconstrucción de los hechos más importantes de la historia política y social del país. Y que permite acercarse a su protagonista sumergidos en un clima hogareño y cotidiano, propio de los relatos clasificables como historias de vida. Con una edición acertada, en la que se destacan el humor y la riqueza de experiencias de Bayer, el film es una fuerte apuesta contra la costumbre argentina del homenaje póstumo.»

Adrián Fares    en el sitio web cineismo.com dijo:

«El film, por suerte, no intenta comprender o analizar la obra de Bayer; si en algún momento lo hace, es sólo por medio de la descripción de algún acontecimiento, intercalada con oportunas imágenes de archivo. Las anécdotas son, cómo no, el plato fuerte de los fluidos circunloquios de Bayer. Tres son imperdibles: la que se refiere al encuentro con el Che, la metida de pata de Norman Briski, y el feliz error de Cortázar….Quizás el mayor mérito de Bradley sea el barajar los años más difíciles de nuestra historia actual, los obvios en todos los films nacionales, para repartirlos frescos y vivos, todavía incógnitos e indescifrables, de la mano de Bayer, a los agradecidos espectadores.»

## Premio
Asociación de Cronistas Cinematográficos de la Argentina
Ganadora del Premios Cóndor 2001 al mejor videofilme.